# Frank White
Frank White nascido em 1944) é mais conhecido por ter escrito o livro de 1987 The Overview Effect — Space Exploration and Human Evolution no qual cunhou o termo overview effect.
Ele apareceu no The Space Show apresentado pelo Dr. David Livingston, e deu vários discursos em eventos espaciais.
White também é co-autor de Think About Space: Where We Been and Where Are We Go? (1989) com Isaac Asimov.